# Cajón
Een cajón (spreek uit als "kachón") is een handtrommel met een slagvlak van hout en komt oorspronkelijk uit Peru, waar dit instrument veel wordt gebruikt als begeleidingsinstrument voor dansen als de tondero, de zamacueca en de Peruaanse wals. De cajón is ooit uit armoede ontstaan. Tijdens de lange overtocht naar (Zuid-)Amerika waren meestal geen muziekinstrumenten aan boord, maar wel - al dan niet lege - kisten. Deze werden gebruikt als percussie-instrumenten, waaruit uiteindelijk de cajón ontstond.
De cajón is op verschillende manieren te bespelen, waardoor de elementen van een slagwerk (bass, snare en hihat) gecombineerd kunnen worden. Binnen in de veelal rechthoekige holle kast zijn tegen de voorkant rieten geplakt, die zo gemonteerd zijn dat zij kunnen rammelen. Bij de duurdere kasten worden hier metalen snaren gespannen. Hierdoor wordt het "snare"-geluid van een traditionele snaredrum gecreëerd. Ook wordt er vaak een bosje met lichtmetalen belletjes aan de binnenkant gespannen. Aan de achterkant van de cajón bevindt zich een rond gat voor de akoestiek. Een cajónspeler zit op zijn instrument en bespeelt dit met beide handen, en soms zelfs met de hakken.
In de jaren 70 werd de cajón als ritme-instrument in Spanje geïntroduceerd door Manuel Soler, destijds percussionist bij de groep van de gitarist Paco de Lucía (flamenco). Ook het muzikale duo Ibeyi maakt gebruik van het instrument.
Het is een instrument met onbepaalde toonhoogte, net als bijvoorbeeld de djembé.
- Gemeinsame Normdatei: 4831781-0
- Library of Congress Control Number: sh98005536
- MusicBrainz: 537a8fb2-a92e-420f-b0a8-22a6ed2f038e
- Nationale Bibliotheek van Israël: 987007539491305171